# Мендзылесе (гмина)
Мендзылесе (пол. Międzylesie) — городско-сельская гмина (волость) в Польше, входит как административная единица в Клодзский повет, Нижнесилезское воеводство. Население 7643 человека (на 2004 год).

## Демография
| Перепись                       | Всего   | Всего | Женщины | Женщины | Мужчины | Мужчины |
| ------------------------------ | ------- | ----- | ------- | ------- | ------- | ------- |
| Единицы                        | человек | %     | человек | %       | человек | %       |
| Население                      | 7643    | 100   | 3837    | 50,2    | 3806    | 49,8    |
| Плотность населения (чел./км²) | 40,4    | 40,4  | 20,3    | 20,3    | 20,1    | 20,1    |

## Сельские округа
1. Бобошув
2. Червоны-Струмень
3. Длугополе-Гурне
4. Дольник
5. Домашкув
6. Гайник
7. Гневошув
8. Говорув
9. Яворек
10. Йодлув
11. Каменьчик
12. Лесица
13. Михаловице
14. Нагодзице
15. Немоюв
16. Нова-Весь
17. Писары
18. Поточек
19. Розтоки
20. Ружанка
21. Смречина
22. Шклярня

## Соседние гмины
1. Гмина Быстшица-Клодзка
2. Чехы